# Europarlamentari pentru Grecia 1999-2004
Aceasta este o listă a membrilor Parlamentului European pentru Grecia în sesiunea 1999-2004, aranjați după nume.
- Alekos Alavanos (European United Left/Nordic Green Left)
- Konstantinos Alyssandrakis (European United Left/Nordic Green Left)
- Ioannis Averoff (Partidul Popular European)
- Emmanouil Bakopoulos (European United Left/Nordic Green Left)
- Alexandros Baltas (Partidul Socialiștilor Europeni)
- Giorgos Dimitrakopoulos (Partidul Popular European)
- Christos Folias (Partidul Popular European)
- Konstantinos Hatzidakis (Partidul Popular European)
- Anna Karamanou (Partidul Socialiștilor Europeni)
- Giorgos Katiforis (Partidul Socialiștilor Europeni)
- Efstratios Korakas (European United Left/Nordic Green Left)
- Ioannis Koukiadis (Partidul Socialiștilor Europeni)
- Dimitrios Koulourianos (European United Left/Nordic Green Left)
- Rodi Kratsa-Tsagaropoulou (Partidul Popular European)
- Minerva Melpomeni Malliori (Partidul Socialiștilor Europeni)
- Ioannis Marinos (Partidul Popular European)
- Emmanouil Mastorakis (Partidul Socialiștilor Europeni)
- Mihail Papayannakis (European United Left/Nordic Green Left)
- Ioannis Patakis (European United Left/Nordic Green Left)
- Ioannis Souladakis (Partidul Socialiștilor Europeni)
- Antonios Trakatellis (Partidul Popular European)
- Dimitris Tsatsos (Partidul Socialiștilor Europeni)
- Stavros Xarchakos (Partidul Popular European)
- Christos Zacharakis (Partidul Popular European)
- Myrsini Zorba (Partidul Socialiștilor Europeni)